# جويل شابيرو
جويل شابيرو (الإنجليزية: Joel Shapiro) هو نقاش ورسام وفنان أمريكي، ولد في 27 سبتمبر 1941 في نيويورك في الولايات المتحدة.

## وصلات خارجية
- جويل شابيرو على موقع IMDb (الإنجليزية)
- جويل شابيرو على موقع ديسكوغز (الإنجليزية)